# Indianapolis 500 1996

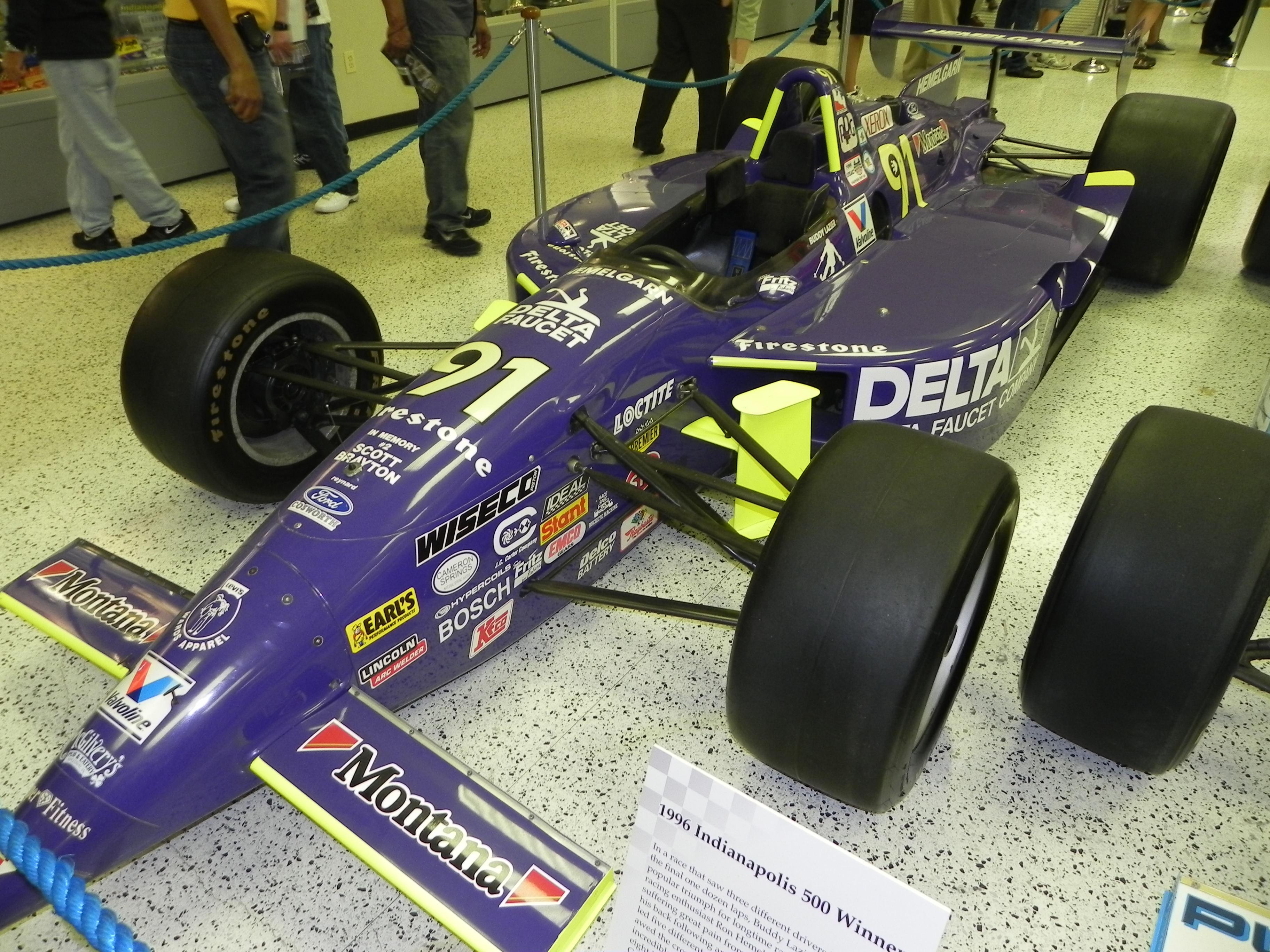
Buddy Laziers vinnarbil utställd på Indianapolis Motor Speedway Museum.

Indianapolis 500 1996 var ett race som kördes den 26 maj på ovalbanan Indianapolis Motor Speedway.

## Tävlingen
Det var första gången tävlingen ingick i Indy Racing League. Buddy Lazier vann, trots att han tidigare hade haft svårt att ens kvalificera sig under tiden som alla förare och team från CART ställde upp i tävlingen. Den serien höll ett konkurrerande race vid namn U.S. 500 på Michigan International Speedway samma dag, vilket hindrade CART-stallen att ställa upp i Indy 500. Dessutom införde Indy Racing League en regel som garanterade de 25 bäst placerade förarna i mästerskapet start i tävlingen, vilket skulle ha lämnat CART med bara åtta platser på startgriden.
Scott Brayton tog ursprungligen pole position, men avled när han körde ett test med sin reservbil några dagar efteråt, då han fick punktering och for in i muren i 370 km/h. Tony Stewart tog över pole position, men han var inte den snabbaste föraren på kvalet. Arie Luyendyk blev diskvalificerad från det första kvalet efter ett tekniskt regelbrott, men på den förbättrade banan satte Luyendyk banrekord med en snittfart över fyra varv på 236,985 mph (381,308 km/h), vilket var 5 km/h bättre än Braytons tid någon vecka innan. På grund av tävlingens regler om att startpositioner avgörs av vilken dag man kvalar in, hamnade Luyendyk på 20:e plats på startgriden. Danny Ongais tog över Braytons bil, men tvingades starta sist på grund av att han inte kvalat in bilen själv. 
I tävlingen handlade det främst om tre förare som slogs om segern. Alessandro Zampedri hade ledningen på varv 190, men blev passerad av Davy Jones och Buddy Lazier, innan han kraschade och allvarligt skadade sina fötter. Det skedde på sista varvet, och Zampedri klassificerades som fyra, trots incidenten. Innan dess hade Lazier tagit sig förbi Jones och tagit sin enda seger i Indy 500, vilket blev hans genombrott som förare. Den snabbaste kvalaren Luyendyk var med och slogs om ledningen halvvägs tills han kolliderade med Eliseo Salazar i depån och tvingades bryta.

## Resultat
| Plats | Förare              | Team                    | Grid |
| ----- | ------------------- | ----------------------- | ---- |
| 1     | Buddy Lazier        | Hemelgarn Racing        | 5    |
| 2     | Davy Jones          | Galles Racing           | 2    |
| 3     | Richie Hearn        | Della-Penna Motorsports | 15   |
| 4     | Alessandro Zampedri | Team Scandia            | 7    |
| 5     | Roberto Guerrero    | Pagan Racing            | 6    |
| 6     | Eliseo Salazar      | Team Scandia            | 3    |
| 7     | Danny Ongais        | Team Menard             | 33   |
| 8     | Hideshi Matsuda     | Beck Motorsports        | 30   |
| 9     | Robbie Buhl         | Beck Motorsports        | 23   |
| 10    | Scott Sharp         | A.J. Foyt Enterprises   | 21   |
| 11    | Eddie Cheever       | Team Menard             | 4    |
| 12    | Davey Hamilton      | A.J. Foyt Enterprises   | 10   |
| 13    | Michel Jourdain Jr. | Team Scandia            | 8    |
| 14    | Lyn St. James       | Zunne Group             | 18   |
| 15    | Scott Harrington    | Harrington Motorsports  | 32   |
| 16    | Arie Luyendyk       | Treadway Racing         | 20   |
| 17    | Buzz Calkins        | Bradley Motorsports     | 9    |
| 18    | Jim Guthrie         | Blueprint Racing        | 19   |
| 19    | Mark Dismore        | Team Menard             | 14   |
| 20    | Mike Groff          | Walker Racing           | 11   |
| 21    | Fermín Vélez        | Team Scandia            | 28   |
| 22    | Joe Gosek           | Team Scandia            | 31   |
| 23    | Brad Murphey        | Hemelgarn Racing        | 26   |
| 24    | Tony Stewart        | Team Menard             | 1    |
| 25    | Racin Gardner       | Team Scandia            | 25   |
| 26    | Marco Greco         | A.J. Foyt Enterprises   | 22   |